# 真矛盾主義
真矛盾主義（しんむじゅんしゅぎ、dialetheism）は、真なる矛盾が存在するという哲学上の立場である。

## 概要
アリストテレス以来の西洋哲学においては少数の例外（ヘーゲル等）を除いて、
矛盾は必ず偽である（これを「矛盾律」ないし「無矛盾律」と呼ぶ）と考えられてきた
。
しかし、真矛盾主義者は、矛盾律の正当化は失敗しており、しかも嘘つき文など実際に真でも偽でもある矛盾した文が存在すると主張している。
真なる矛盾はdialetheiaと呼ばれる。これはグラーム・プリ―ストとRichard Routleyによる
造語であり、ギリシャ語で真なる矛盾の二面性を表す。
dialetheiaが存在すると考える立場がdialetheismである。
なお「真矛盾主義」との翻訳はプリ―ストと相談の上、哲学者の出口康夫が作った。

## リンク
dialetheism(Stanford Encyclopedia of Philosophy)